# 打得火熱 (杜娃·黎波歌曲)
《打得火熱》（英語："Hotter than Hell"）是英國歌手杜娃·黎波演唱的一首歌曲，出自其首張同名專輯。這首歌曲由黎波和Ritual成員亞當·米德利、湯米·巴克斯特和杰拉德·奧康奈爾負責創作，而斯蒂芬·「科玆」·科玆梅紐克則負責製作。它作為專輯第4支單曲於2016年5月6日由杜娃·黎波有限公司以數位下載和串流形式發行。《打得火熱》跨越多種音樂類型，包括流行舞曲、迪斯科、電子舞曲、電子流行、R&B浩室和热带浩室，並參雜了舞廳元素。歌曲圍繞對無法忘記她的前男友進行嘲諷。
《打得火熱》獲得廣泛好評，大多數讚賞它熱帶曲調。它成為黎波第一首進入英國單曲排行榜的歌曲，並最高到達第15位。歌曲在比利時、荷蘭、波蘭和斯洛文尼亞的榜單取得前40位的成績。《打得火熱》受澳大利亚唱片业协会和英国唱片业协会分別認證為金唱片和白金唱片。
《打得火熱》的隨行音樂錄影帶由埃米爾·納瓦執導。影片拍攝於倫敦的倉庫，它在視覺上呈現了一場夜晚派對，當中囊括了數個背景、燈光和一顆迪斯科球。黎波在《吉米·法伦今夜秀》、《RTL深夜秀》和《Sommarkrysset》演唱該曲以作宣傳。

## 背景與發行
2013年，黎波與一些管理層公司開會時遇見了Tap的管理層本·莫森（Ben Mawson）和埃德·米利特（Ed Millett）。莫森和米利特賞識到她的天賦後為她開設創作課程，並完成《打得火熱》。歌曲由黎波與英國電子樂團Ritual成員亞當·米德利（Adam Midgley）、湯米·巴克斯特（Tommy Baxter）和杰拉德·奧康奈爾（Gerard O'Connell）共同創作，而斯蒂芬·科玆梅紐克、傑伊·雷諾茲和湯姆·內維爾（Tom Neville）分別負責製作、額外製作和聲樂製作。歌曲以鍵盤和踢鼓開始，而沒有任何其他音樂參雜其中。黎波啟發自一段戀情，當時男友讓她覺得自己不夠好。黎波原先因為想不出副歌部分，所以打算不要這首歌。然而，她開始瀏覽Tumblr時看到用紅色寫在黑色背景的「Hotter than Hell」。她接著想「如果他認為我比地獄更火辣，但我卻（對他）毫無掛念？」合作人之後改了歌曲意思，似乎改讓黎波佔上風，而男友反而無法滿足她。黎波認為創作這首歌對她來說「非常有療癒作用」。
《打得火熱》是首批在黎波2017年的首張同名專輯創作的歌曲。它奠定了專輯其他歌曲的風格，並讓她察覺到自身音樂風格是屬於黑暗流行類型。華納音樂於2015年聽了這首歌後便與黎波簽下唱片合同。2016年2月，黎波接受BBC訪問時首次透露歌曲將會作為《杜娃·黎波》的第4支單曲。《打得火熱》於2016年5月6日由黎波的獨立唱片公司杜娃·黎波有限公司（Dua Lipa Limited）以數位下載和串流形式發行。它在英國和義大利以當代流行電台形式發行。它之後收錄在黎波於2017年6月2日發行的首張同名專輯的第3首歌曲。歌曲有包括麥克史諾樂團和馬托馬的幾首重混。麥克史諾樂團的重混歌曲將節奏放慢、扭曲旋律並加入迪斯科動感。黎波稱重混「讓（她）想起來跳舞」，而Complex的埃德溫·奧爾蒂斯（Edwin Ortiz）稱它是「同樣令人滿足的表演，將原作從夜店轉移至城市的天台派對」。《告示牌》的吉·貝因（Kat Bein）認為馬托馬的重混是「在烈日下的海灘和開著敞篷車的長途車程（會播放）」。

## 詞曲
《打得火熱》是一首流行舞曲、迪斯科、電子舞曲、電子流行、R&B浩室和热带浩室歌曲，並參雜了舞廳元素。它是以[[拍號|
拍號]]和E小調創作，為每分鐘110排，和弦進程為Am–C–Em–D。歌曲有著受到嘻哈影響的正歌和流行副歌。首段正歌中黎波唱道：「you probably still adore me with my hands around your neck」（大意：当我的手在你脖颈间轻轻掠过，你或許還會留戀我）是參考了北極潑猴的《505》。製作由马林巴和合成器主導，並包括鋼鼓注入合成器、管风琴以及加勒比風格鼓創作的浩室、流行和熱帶浩室的節拍。
黎波演唱時使用了沙啞的中音音域，並在E3到D5之間。歌曲圍繞賦權的主題，而黎波將讓她感到不夠好的男朋友引入歌詞中。《紐約時報》的喬恩·帕雷萊斯表示歌詞展示了黎波「（在嘲諷）無法離開她的愛人」，而《Spin》的布倫南·卡利（Brennan Carley）稱它是「關於心痛的描述，當你完全看起來比地獄還火辣時，這是多麼容易去報復對方」。

## 評價
《打得火熱》獲得主流樂評的讚揚。《滾石》的瑞安·里德（Ryan Reed）稱歌曲「十分火辣」，而《Spin》的丹·魏斯（Dan Weiss）認為它「為她首張同名專輯帶來巨大的希望」。卡利稱它是「流行音樂中明確還保留著生命力和個性的標誌」。《娛樂周刊》的喬伊·諾爾菲（Joey Nolfi）表示黎波讓過時的熱帶音樂趨勢聽起來「比任何時候還有清新」，還寫到聽歌時會讓人「（迷失）在棕櫚樹成蔭的流行音樂天堂海岸線上受陽光照射的俱樂部」。《禿鷲》的賈斯汀·麥克勞（Justin McCraw）稱歌曲「（充滿）性魅力」以及「充滿慾望和誘惑力」，並推薦要「在酒吧喝完第3杯後回家」時播放。Fuse的比安卡·格雷西（Bianca Gracie）稱歌曲的主題「充滿激情」和「信心」，而節拍「極為強烈」。Idolator的瑞秋·索尼斯（Rachel Sonis）稱它「略帶悲傷和極具感染力」，並認為副歌「十分悶熱」。
《柯夢波丹》的伊麗莎·湯普森（Eliza Thompson）認為它是黎波的「煙嗓」讓它「提升至舞曲聖歌的等級」。《新音乐快递》的托馬斯·史密斯（Thomas Smith）稱這首歌曲是「迷人又火辣的流行大熱天，適合魔鬼的迪斯科」。Popjustice寫道它是「2016年熱帶音樂風格編織成流行炸曲的最好例子」。《音樂碰撞》的亞歷克斯·格林（Alex Green）覺得《打得火熱》是首支歌曲讓《杜娃·黎波》「提高要求」，但批評它缺少「真心的能量」。《The 405》的肖恩·沃德（Sean Ward）將歌曲與蕾哈娜、克莉絲汀·阿奎萊拉的作品以及布蘭妮·斯皮爾斯的《再危險...我也要》作比較。《musicOMH》的本·霍格伍德（Ben Hogwood）覺得《打得火熱》起初會覺得是「令人激動」的歌曲，但表明在重複聆聽後會變得比較「冷淡」。《The Line of Best Fit》的克萊爾·比德爾斯（Claire Biddles）表明黎波在歌曲中懷有「無與倫比的性愛之神」。《衛報》的漢娜·J·戴維斯（Hannah J Davies）讚賞這首歌曲「聽起來（不）太故意追求潮流」。2020年4月，《魅力》的克里斯托弗·羅莎（Christopher Rosa）將《打得火熱》排在黎波第9最好的歌曲，並稱其「性感又火辣」。

### 榮譽
| 出版物     | 列表                           | 排名   | 參考   |
| ---------- | ------------------------------ | ------ | ------ |
| 《告示牌》 | 2016年20首被低估的流行歌曲     | 不適用 | [ 42 ] |
| 《告示牌》 | 2010年代最受忽略的流行好歌     | 不適用 | [ 43 ] |
| 數碼間諜   | 2016年目前為止20首最佳流行單曲 | 5      | [ 44 ] |
| Popjustice | 2016年45佳單曲                 | 7      | [ 36 ] |

## 商業表現
《打得火熱》在歐洲和大洋洲稍微取得成功。它是黎波首次進入英國單曲排行榜的歌曲，並於2016年5月13日空降第50位。歌曲於2016年7月1日升上第15位，並持續3週。它總共呆在榜單21週。它連續4週在BBC廣播一台是最多次播放的歌曲，並在英國商業電台達到最大的升幅。《打得火熱》接著在澳洲、愛爾蘭和蘇格蘭的榜單最高排在前40位。它獲得幾項銷量認證，分別受英國唱片業協會和澳大利亚唱片业协会認證為白金唱片和金唱片。

## 音樂錄影帶

### 背景與反嚮
《打得火熱》的音樂錄影帶於2016年5月6日在黎波的YouTube頻道首映。它由埃米爾·納瓦執導，並在倫敦的倉庫拍攝。黎波在影片中打算展示她對地獄的想法，就是倫敦的陰暗面以及表達她家鄉的「迷途羔羊」。部分的影評用超8毫米胶片拍攝。《滾石》的布蘭妮·斯帕諾斯（Brittany Spanos）稱背景「美麗動人」，而《V》的萊拉·伊爾奇（Layla Ilchi）稱燈光「色彩繽紛」和「有迷幻效果」。《DIY》稱影片完全如「夢境」。

### 參與人員
人員名單來自Promonews。
- 埃米爾·納瓦（英语：Emil Nava） － 導演
- 倫敦巷（London Alley）－ 製作公司
- 艾米·詹姆斯（Amy James）－ 製作人
- 傑斯·貝爾（Jess Bell）－ 執行製作人
- 帕特里克·梅勒（Patrick Meller）－ 攝影指導
- 山姆·提德曼（Sam Tidman）－ 藝術指導
- 埃莉·約翰遜（Ellie Johnson）－ 剪輯師
- Speade － 剪輯公司
- 奧布里·伍德維斯（Aubrey Woodiwiss）－ 調色師
- 山姆·西格（Sam Seager）－ 專員
- 電子戲劇集體企業（Electric Theatre Collective）－ 分級公司

### 概要

在音樂錄影帶中，杜娃·黎波坐在派對的寶座中，身邊圍繞著同行的派對常客。

影片的背景位於倉庫，當中正在舉辦了黑暗又性感的秘密派對。一群派對常客坐在沙發和地上，中間有一部放在架子上的電視。黎波走進紅光中，一位派對常客坐在椅子上拍攝對面的人，之後黎波將手放在磚牆上。黎波將迪斯科球放在大腿上滾動，並轉為掛著迪斯科球的黑暗房間，之後她站在畫了雨林的牆壁前。黎波接著坐在紅色的寶座，身邊圍繞著同行的派對常客。她還站在房間的中間，並在充滿藍光的房間中甩頭髮，之後在帶有投影的磚牆前跳舞和在洋紅色的背景前唱歌。派對常客在整部影片中放鬆、拍攝、刺青、在其他人身上灑滿金粉和跳舞。在影片當中派對常客有一度在拍攝躺在床墊上的黎波。

## 現場演出
《打得火熱》包含在打得火熱巡迴演唱會和同名巡迴演唱會的曲目列表中。黎波於2016年6月2日在荷蘭深夜脫口秀《RTL深夜秀》演出。7月9日，她在德國遊戲節目《Schlag den Star》演唱歌曲。黎波於8月2日《吉米·法伦今夜秀》演唱歌曲，為她美國電視首秀。她身後跟著鼓手和兩名鍵盤手，並穿著黑色網狀衣和高筒靴。索尼斯稱演出「受到抑制」，而《V》的加布里埃拉·薩爾金（Gabriella Salkin）稱它「傑出」。她還於2016年8月13日在瑞典節目《Sommarkrysset》演唱《打得火熱》。歌曲還包括在黎波於2016年11月20日在紐約Iridium的MTV演出曲目中。

## 曲目列表
| 數位下載 | 數位下載         | 數位下載 |
| 曲序     | 曲目             | 时长     |
| -------- | ---------------- | -------- |
| 1.       | Hotter than Hell | 3:07     |

| 數位下載 － 馬托馬重混 | 數位下載 － 馬托馬重混           | 數位下載 － 馬托馬重混 |
| 曲序                   | 曲目                             | 时长                   |
| ---------------------- | -------------------------------- | ---------------------- |
| 1.                     | Hotter than Hell（Matoma Remix） | 3:39                   |

| 數位迷你專輯 － 重混 － 澳洲、德國和瑞士版 | 數位迷你專輯 － 重混 － 澳洲、德國和瑞士版      | 數位迷你專輯 － 重混 － 澳洲、德國和瑞士版 |
| 曲序                                       | 曲目                                            | 时长                                       |
| ------------------------------------------ | ----------------------------------------------- | ------------------------------------------ |
| 1.                                         | Hotter than Hell（Vimalavong Remix）            | 4:19                                       |
| 2.                                         | Hotter than Hell（Carsten Fietz Remix）         | 5:58                                       |
| 3.                                         | Hotter than Hell（Dua Lipa vs. Matoma) (Remix） | 3:37                                       |
| 4.                                         | Hotter than Hell（Miike Snow Remix）            | 4:12                                       |
| 5.                                         | Hotter than Hell（Jack Wins Remix）             | 4:15                                       |
| 6.                                         | Hotter than Hell（Shadow Child Remix）          | 6:28                                       |
| 总时长：                                   | 总时长：                                        | 28:49                                      |

| 數位迷你專輯 － 重混 | 數位迷你專輯 － 重混                    | 數位迷你專輯 － 重混 |
| 曲序                 | 曲目                                    | 时长                 |
| -------------------- | --------------------------------------- | -------------------- |
| 1.                   | Hotter than Hell（Miike Snow Remix）    | 4:12                 |
| 2.                   | Hotter than Hell（Jack Wins Remix）     | 4:15                 |
| 3.                   | Hotter than Hell（Shadow Child Remix）  | 6:27                 |
| 4.                   | Hotter than Hell（Carsten Fietz Remix） | 5:58                 |
| 5.                   | Hotter than Hell（Vimalavong Remix）    | 4:21                 |
| 总时长：             | 总时长：                                | 25:13                |

## 參與人員
名單來自《杜娃·黎波》的專輯內頁。

### 錄製
- 倫敦TaP錄音室/7號保險庫（TaP Studio / Strongroom 7）錄製聲樂
- 多倫多卡薩科茲錄音室（KasaKoz Studios）錄製
- 維珍尼亞海灘混音之星錄音室（MixStar Studios）混音
- 倫敦大都會母帶公司（英语：Metropolis Group）製作母帶

### 人員
- 杜娃·黎波 － 聲樂、詞曲創作
- 斯蒂芬·「科玆」·科玆梅紐克（英语：Stephen Kozmeniuk） － 製作、鍵盤、鼓
- 傑伊·雷諾茲（英语：Jay Reynolds (producer)） － 額外製作、額外鍵盤
- 湯姆·內維爾（Tom Neville） － 聲樂製作
- 亞當·米德利（Adam Midgley） － 詞曲創作
- 湯米·巴克斯特（Tommy Baxter） － 詞曲創作
- 杰拉德·奧康奈爾（Gerard O'Connell） － 詞曲創作
- 邁克爾·索尼爾（Michael Sonier） － 工程協助
- 塞爾邦·加納（英语：Serban Ghenea） － 混音
- 約翰·漢斯（John Hanes） － 混音工程
- 阿拉丁·丘奇（Aadin Church） － 和聲
- 塔拉伊·雷麗（英语：Talay Riley） － 和聲
- 約翰·戴維斯（John Davis） － 製作母帶

## 榜單成績
| 排行榜（2016年）                          | 最高 排名 |
| ----------------------------------------- | --------- |
| 澳大利亚（澳大利亚唱片业协会單曲榜）      | 17        |
| 奥地利（Ö3四十强单曲榜）                  | 65        |
| 比利时佛兰德（Ultratop五十强单曲榜）      | 20        |
| 比利时瓦隆（Ultratop五十强单曲榜）        | 34        |
| 捷克（電台百強單曲榜）                    | 36        |
| 捷克（百強數位單曲榜）                    | 96        |
| 歐洲（《告示牌》Euro Digital Song Sales） | 13        |
| 芬蘭（芬兰官方电台榜）                    | 46        |
| 德国（德國官方單曲榜）                    | 71        |
| 愛爾蘭（愛爾蘭唱片音樂協會单曲榜）        | 24        |
| 墨西哥（《告示牌》墨西哥英格爾斯電台榜）  | 7         |
| 荷兰（荷蘭四十強單曲榜）                  | 10        |
| 荷兰（百强单曲榜）                        | 32        |
| 紐西蘭（新西兰唱片音乐协会熱門單曲榜）    | 5         |
| 波蘭（波蘭百大電台榜）                    | 33        |
| 羅馬尼亞（百強電台榜）                    | 46        |
| 蘇格蘭（官方榜單公司百強單曲榜）          | 6         |
| 斯洛伐克（電台百強單曲榜）                | 50        |
| 斯洛伐克（百強數位單曲榜）                | 91        |
| 斯洛維尼亞（斯洛維尼亞五十強歌曲榜）      | 32        |
| 瑞典（瑞典最熱榜）                        | 44        |
| 英國（官方榜單公司單曲榜）                | 15        |

| 排行榜（2016年）                     | 排名 |
| ------------------------------------ | ---- |
| 比利時佛蘭德（Ultratop五十強單曲榜） | 80   |
| 荷蘭（荷蘭四十強單曲榜）             | 46   |
| 荷蘭（百強單曲榜）                   | 97   |
| 英國（官方榜單公司單曲榜）           | 75   |

## 銷量認證
| 地區                                   | 认证 | 认证单位/销量 |
| -------------------------------------- | ---- | ------------- |
| 澳大利亚（澳大利亚唱片业协会）         | 金   | 35,000‡       |
| 丹麦（國際唱片業協會丹麥分會）         | 金   | 45,000‡       |
| 荷兰（荷蘭音像製品製作與進口協會）     | 白金 | 40,000‡       |
| 英国（英国唱片业协会）                 | 白金 | 600,000‡      |
| ^僅含認證的出貨量 ‡僅含認證的+實際銷量 |      |               |

## 發行歷史
| 國家   | 日期          | 形式          | 版本         | 廠牌                    | 參考   |
| ------ | ------------- | ------------- | ------------ | ----------------------- | ------ |
| 多國   | 2016年5月6日  | 數位下載 串流 | 原作         | 杜娃·黎波有限公司       | [ 13 ] |
| 英國   | 2016年5月2日  | 當代流行電台  | 原作         | 杜娃·黎波有限公司       | [ 14 ] |
| 義大利 | 2016年6月10日 | 當代流行電台  | 原作         | 华纳唱片                | [ 15 ] |
| 多國   | 2016年6月23日 | 數位下載 串流 | 馬托馬重混   | 杜娃·黎波有限公司       | [ 69 ] |
| 奧地利 | 2016年6月24日 | 數位下載 串流 | 重混迷你專輯 | 暈眩  國會 | [ 70 ] |
| 德國   | 2016年6月24日 | 數位下載 串流 | 重混迷你專輯 | 暈眩  國會 | [ 70 ] |
| 瑞士   | 2016年6月24日 | 數位下載 串流 | 重混迷你專輯 | 暈眩  國會 | [ 70 ] |
| 多國   | 2016年7月18日 | 數位下載 串流 | 重混迷你專輯 | 杜娃·黎波有限公司       | [ 71 ] |